# امیرو
اِمیلی شونک (انگلیسی: Emily Schunk؛ زادهٔ ۳ ژانویهٔ ۱۹۹۸)، که بیشتر با نام اِمیرو (انگلیسی: Emiru) شناخته می‌شود، یک استریمر آمریکایی توییچ و کازپلیر است. او در درجهٔ اول برای استریم کردن لیگ افسانه‌ها و کازپلی‌هایش در کانال توییچ خود شناخته شد. او تا ۱۰ ژوئن ۲۰۲۲ بیش از ۹۴۲۰۰۰ دنبال کننده به دست آورده‌است. او یک سازندهٔ محتوا برای سازمان بازی One True King است.